# Survivor (musikgruppe)
 For alternative betydninger, se Survivor. (Se også artikler, som begynder med Survivor)
Survivor er et band fra U.S.A.. Bandet blev dannet i 1978 i Chicago. De er specielt kendt for deres hit "Eye Of The Tiger" fra filmen, Rocky III.

## Diskografi
- Survivor (1979)
- Premonition (1981)
- Eye of the tiger (1982)
- Caught in the game (1983)
- Vital signs (1984)
- When seconds count (1986)
- The very best of survivor (1986)
- Too hot to sleep (1988)

| Musikgruppe | Spire Denne artikel om en amerikansk musikgruppe er en spire som bør udbygges. Du er velkommen til at hjælpe Wikipedia ved at udvide den. |